# Elecciones parlamentarias de Chile de 1811
Las elecciones parlamentarias de Chile de 1811 fueron las primeras realizadas en el país con el objetivo de elegir un Congreso Nacional, y se llevaron a cabo entre enero y mayo de dicho año, cuando Chile todavía formaba parte del Monarquía Española.
En las elecciones, que se realizaban en cada capital de partido, se enfrentaron los tres pensamientos imperantes en esa época: los exaltados o patriotas, que buscaban total autonomía (posteriormente independencia) de la metrópoli, los moderados o indiferentes, que deseaban mayor autonomía y libertades pero no una ruptura total, y los realistas, que buscaban la continuidad del Antiguo Régimen.
El resultado fue una victoria del bando moderado, con gran presencia en el norte y centro del país, mientras que los exaltados lograron pequeñas victorias en los distritos al sur del Maule. El bando realista quedó en franca minoría, pues solo en algunos distritos como Concepción participó activamente en la elección. Sumados a los realistas, los moderados mantuvieron la mayoría hasta que José Miguel Carrera realizó un golpe de Estado el 4 de septiembre y, expulsando a diputados realistas y moderados, cambió las mayorías a favor de los exaltados.

## Resultados
Como no existían partidos políticos legales, la pertenencia a un bando político en cada caso puede ser difícil de definir. La siguiente tabla muestra el resultado de la elección según distintas fuentes e historiadores.
| Bando | Bando     | Líderes                                   | Diputados       | Diputados            | Diputados     | Diputados    |
| Bando | Bando     | Líderes                                   | O'Higgins, 1811 | Enciclopedia Chilena | Labarca, 2004 | Senado, 2016 |
| ----- | --------- | ----------------------------------------- | --------------- | -------------------- | ------------- | ------------ |
|       | Realistas | Conde de la Marquina                      | 15              | 4                    | 14            | 10           |
|       | Exaltados | Bernardo O'Higgins Manuel de Salas        | 14              | 12                   | 14            | 9            |
|       | Moderados | Agustín de Eyzaguirre José Miguel Infante | 9               | 24                   | 13            | 21           |
|       | Otros     | Otros                                     | 3               | —                    | –             | -            |

### Resultados por distrito

#### Copiapó
Copiapó eligió un diputado el 3 de febrero de 1811.
| Bando | Bando    | Candidato                       | Votos | %    |
| ----- | -------- | ------------------------------- | ----- | ---- |
|       | Exaltado | Juan José de Echeverría Ahumada | 24    | 63,2 |
|       | Otros    | Otros                           | 14    | 36,8 |
| Total | Total    | Total                           | 38    | 100  |

#### Concepción
Concepción eligió en votaciones separadas a dos de sus tres diputados el 26 de febrero de 1811.
Para entonces ya había elegido como primer diputado al Conde de la Marquina.
| Segundo escaño                | Segundo escaño                | Segundo escaño                            | Segundo escaño | Segundo escaño |
| Bando                         | Bando                         | Candidato                                 | Votos          | %              |
| ----------------------------- | ----------------------------- | ----------------------------------------- | -------------- | -------------- |
|                               | Realista                      | P. Agustín de Urrejola Leclerc de Bicourt | 108            | 83,1           |
|                               | Exaltado                      | Luis de la Cruz Goyeneche                 | 9              | 6,9            |
|                               | Realista                      | P. Juan Cerdán Campaña                    | 8              | 6,2            |
|                               | Exaltado                      | Antonio Urrutia Mendiburu                 | 2              | 1,5            |
|                               | Exaltado                      | Francisco Javier Manzano de la Sotta      | 1              | 0,8            |
| P. Salvador de Andrade        | P. Salvador de Andrade        | P. Salvador de Andrade                    | 1              | 0,8            |
| Manuel de Zañartu Santa María | Manuel de Zañartu Santa María | Manuel de Zañartu Santa María             | 1              | 0,8            |
| Total                         | Total                         | Total                                     | 130            | 100            |

| Tercer escaño                     | Tercer escaño                     | Tercer escaño                     | Tercer escaño | Tercer escaño |
| Bando                             | Bando                             | Candidato                         | Votos         | %             |
| --------------------------------- | --------------------------------- | --------------------------------- | ------------- | ------------- |
|                                   | Realista                          | P. Juan Cerdán Campaña            | 80            | 61,1          |
|                                   | Exaltado                          | Antonio Urrutia Mendiburu         | 43            | 32,8          |
|                                   | Exaltado                          | Luis de la Cruz Goyeneche         | 5             | 3,8           |
| P. Salvador de Andrade            | P. Salvador de Andrade            | P. Salvador de Andrade            | 1             | 0,8           |
| Luis Barragán                     | Luis Barragán                     | Luis Barragán                     | 1             | 0,8           |
| Pedro José de Zañartu Santa María | Pedro José de Zañartu Santa María | Pedro José de Zañartu Santa María | 1             | 0,8           |
| Total                             | Total                             | Total                             | 131           | 100           |

## Lista de diputados
Los miembros del parlamento de 1811 fueron:
| Distrito    | Diputado                                           | Bando                     | Bando                     | Notas                                                                                                 |
| ----------- | -------------------------------------------------- | ------------------------- | ------------------------- | --- |
| Copiapó     | Juan José de Echeverría Ahumada                    |                           | Exaltado                  | Era uno de los diputados que pertenecían al bando de los Patriotas.                                   |
| Huasco      | Ignacio José de Aránguiz Mendieta                  |                           | Pro-Exaltado              | Simpatizó con la causa Patriota.                                                                      |
| Coquimbo    | P. Marcos Gallo Vergara                            |                           | Realista                  | Fue destituido por sus electores, quienes eligieron en su reemplazo a Hipólito Francisco de Villegas. |
| Coquimbo    | Manuel Antonio de Recabarren Aguirre               |                           | Exaltado                  | Renunció colectivamente en agosto de 1811.                                                            |
| Illapel     | Joaquín Gandarillas Romero                         |                           | Moderado                  | |
| Petorca     | Estanislao Portales Larraín                        |                           | Moderado                  | |
| Aconcagua   | José Santos Mascayano                              |                           | Exaltado                  | |
| Los Andes   | Francisco Ruiz-Tagle Portales                      |                           | Moderado                  | |
| Quillota    | José Antonio Ovalle y Vivar                        |                           | Exaltado                  | |
| Valparaíso  | Agustín Vial Santelices                            |                           | Exaltado                  | Decidido patriota.                                                                                    |
| Santiago    | Joaquín Echeverría Larraín                         |                           | Exaltado                  | |
| Santiago    | El Conde de Quinta Alegre                          |                           | Moderado                  | |
| Santiago    | Agustín Eyzaguirre Arechavala                      |                           | Moderado                  | |
| Santiago    | Francisco Javier de Errázuriz Aldunate             |                           | Moderado                  | |
| Santiago    | José Miguel Infante Rojas                          |                           | Moderado/Realista         | Expulsado por Carrera en septiembre de 1811 y desterrado a Melipilla.                                 |
| Santiago    | José Santiago Portales Larraín                     |                           | Moderado                  | Expulsado por Carrera en septiembre de 1811.                                                          |
| Santiago    | José Nicolás de la Cerda de Santiago-Concha        |                           | Moderado                  | |
| Santiago    | Juan Antonio Ovalle Silva                          |                           | Moderado                  | Expulsado por Carrera en septiembre de 1811.                                                          |
| Santiago    | P. Pedro Manuel Chaparro                           |                           | Realista                  | Expulsado por Carrera en septiembre de 1811.                                                          |
| Santiago    | Juan José de Goycoolea                             |                           | Realista                  | Expulsado por Carrera en septiembre de 1811.                                                          |
| Santiago    | Gabriel José Tocornal Jiménez                      |                           | Moderado                  | Expulsado por Carrera en septiembre de 1811.                                                          |
| Santiago    | Domingo Díaz de Salcedo y Muñoz                    |                           | Realista                  | Expulsado por Carrera en septiembre de 1811 y desterrado a su hacienda.                               |
| Melipilla   | José de Fuenzalida y Villeta                       |                           | Moderado                  | |
| Rancagua    | Fernando Errázuriz Aldunate                        |                           | Moderado                  | |
| Colchagua   | José María Ugarte Castelblanco                     |                           | Realista                  | |
| Colchagua   | José María de Rozas Lima y Melo                    |                           | Exaltado                  | |
| Curicó      | Martín Calvo de Recabarren                         |                           | Moderado                  | |
| Maule       | Manuel Pérez-Cotapos Guerrero                      |                           | Realista                  | |
| Maule       | Mateo Vergara Silva                                |                           | Realista                  | |
| Linares     | Juan Esteban Fernández de Manzano Bustamante       |                           | Exaltado                  | |
| Cauquenes   | Juan Antonio Soto y Aguilar Rioseco                |                           | Realista                  | |
| Itata       | Manuel de Salas y Corvalán                         |                           | Exaltado                  | |
| Chillán     | Antonio Urrutia de Mendiburu Fernández del Manzano |                           | Exaltado                  | |
| Chillán     | Pedro Ramón de Arriagada                           |                           | Exaltado                  | |
| Concepción  | El Conde de la Marquina                            |                           | Realista                  | |
| Concepción  | P. Agustín Urrejola Leclerc de Bicourt             |                           | Realista                  | |
| Concepción  | P. Juan Cerdán Campaña                             |                           | Realista                  | |
| Rere        | Luis de la Cruz Goyeneche                          |                           | Exaltado                  | |
| Los Ángeles | Bernardo O'Higgins Riquelme                        |                           | Exaltado                  | |
| Puchacay    | P. Juan Pablo Fretes                               |                           | Exaltado                  | |
| Osorno      | Manuel Fernández Hortelano                         |                           | Realista                  | Expulsado por Carrera en septiembre de 1811 y desterrado a Combarbalá.                                |
| Valdivia    | No se realizó la elección                          | No se realizó la elección | No se realizó la elección | |

### Presidentes delPrimer Congreso Nacional
| Inicio                   | Término                  | Presidente | Presidente                          | Partido | Partido  |
| ------------------------ | ------------------------ | ---------- | ----------------------------------- | ------- | -------- |
| 4 de julio de 1811       | 4 de julio de 1811       |            | Juan Martínez de Rozas Correa       |         | Exaltado |
| 4 de julio de 1811       | 20 de julio de 1811      |            | Juan Antonio Ovalle Silva           |         | Moderado |
| 20 de julio de 1811      | 5 de agosto de 1811      |            | Martín Calvo de Encalada Recabarren |         | Moderado |
| 5 de agosto de 1811      | 20 de agosto de 1811     |            | Manuel Pérez-Cotapos Guerrero       |         | Realista |
| 20 de agosto de 1811     | 20 de septiembre de 1811 |            | P. Juan Cerdán Campaña              |         | Realista |
| 20 de septiembre de 1811 | 19 de octubre de 1811    |            | Joaquín Larraín Salas               |         | Exaltado |
| 19 de octubre de 1811    | 22 de noviembre de 1811  |            | P. Juan Pablo Fretes                |         | Exaltado |
| 22 de noviembre de 1811  | 2 de diciembre de 1811   |            | Joaquín Echeverría Larraín          |         | Exaltado |